# Textron Marine & Land Systems
Textron Marine & Land Systems, колишня назва Cadillac Gage, є американським військовим виробником бронетехніки, башт, морських суден, надводних кораблів та інших збройних систем. Компанія є підрозділом Textron Systems, що входить до  Textron Inc., і була створена злиттям Cadillac Gage та Textron Marine у 1994.

## Продукція
Сьогодні, як Textron Marine & Land Systems, випускає:
- Бронетранспортер M1117 — для армії США
- Textron Tactical Armoured Patrol Vehicle — для армії Канади
- Landing Craft Air Cushion (LCAC) — для ВМС США
- 47-foot Motor Lifeboat (MLB) — для берегової охорони США
- NAIAD Жорскто-корпусний надувний човен
- Баштові системи Cadillac Gage[1]
- Легка броньована машина Tiger[2]

Головний офіс Textron Marine & Land Systems розташований у м. Слайделл, штат Луїзіана

## Історія
Cadillac Gage випускав багато військової техніки і артилерійських гармат за часів війни у В'єтнамі:
- Stoner 63 кулемет/штурмова гвинтівка 1963-1971
- Cadillac Gage V-100 Commando бронетранспортер
  - V-150
  - V-200
  - LAV-300 бронеавтомобіль
  - LAV-600 бронеавтомобіль
- Cadillac Gage Ranger/Бронетранспортер  - на базі шасі Dodge Ram/Dodge D Series
- легкий танк Stingray

31 березня Textron підписав контракт з ВМС США на 84 млн. дол. на побудову двох нових суден на повітряній подушці, LCAC 102 та 103. Судна є частиною програми Ship to Shore Connector (SSC), розроблені для заміни існуючого флоту LCACs.